# Muscle coccygien
Le muscle coccygien (ou muscle ischio-coccygien) en anatomie humaine est un muscle du diaphragme pelvien.

## Description
Le muscle coccygien est un muscle pair très mince souvent réduit a une simple lame fibreuse, situé au fond du pelvis et qui forme la partie dorsale du diaphragme pelvien.

## Origine
Le muscle coccygien nait sur la face médiale de l’épine ischiatique, de la face profonde du ligament sacro-épineux et de la partie postérieure de l'aponévrose du muscle obturateur interne.

## Insertion
Les fibres musculaires divergent pour se terminer sur le bord latéral et la face antérieure du coccyx.

## Innervation
Le muscle coccygien est innervé par le nerf pudendal issu des racines nerveuses S2-S3-S4.

## Anatomie comparée
Le muscle coccygien est le muscle qui permet aux mammifères d'exercer des mouvements avec leur queue. L'Homme n'ayant pas de queue, sinon le reliquat que constitue le coccyx, ce muscle est utile principalement dans le maintien des organes viscéraux.